# فيليب غولدينج
فيليب غولدينج (بالإنجليزية: Philip Golding)‏ هو لاعب غولف بريطاني، ولد في 25 يوليو 1962 في لوتن في المملكة المتحدة.

## وصلات خارجية
- فيليب غولدينج على موقع رابطة أوروبا للاعبي الغولف المحترفين (الإنجليزية)